# Sotk
Sotk (en arménien Սոթք ; anciennement Zod) est une communauté rurale du marz de Gegharkunik, en Arménie. Fondée en 1969, elle compte 1 780 habitants en 2008.
Sotk est traversée par la M11. 

## Personnalités liées
- Ehliman Emiraslanov, recteur de l’Université de Médecine d’Azerbaïdjan y est né en 1947